# Ночево (Псковська область)
Ночево (рос. Ночево) — присілок в Красногородському районі Псковської області Російської Федерації.
Населення становить 160 осіб. Входить до складу муніципального утворення Красногородська волость .

## Історія
Від 2015 року входить до складу муніципального утворення Красногородська волость .

## Населення
| 2001 | 2002 | 2010 |
| ---- | ---- | ---- |
| 168  | ↘160 | ↘138 |